# 硅谷广场站
硅谷广场站位于中华人民共和国吉林省长春市朝阳区飞跃路与硅谷大街交叉口，是长春轨道交通6号线与建设中的5号线的地铁换乘站。

## 车站结构

### 车站楼层
| B1                | 站厅 | 出入口、服务中心、售票机、检票口                                                                          |
| B2                | 站台 | \| \| \| 6号线往双丰（光谷大街） \| \| 島式 · 開左邊车门 \| \| \| \| \| \| 6号线往长影世纪城（百花园） \| |
|                   |      | 6号线往双丰（光谷大街）                                                                                   |
| 島式 · 開左邊车门 |      | |
|                   |      | 6号线往长影世纪城（百花园）                                                                               |

## 歷史
- 2024年3月28日 - 6号线开通运营。[1]